# Моріс Олів'є
Моріс Олів'є (фр. Maurice Olivier, 10 січня 1887, Дюклер — 15 травня 1978, Бланжі-сюр-Брель) — французький футболіст, що грав на позиції півзахисника за «Етуаль де Де Ляк» та національну збірну Франції.

## Клубна кар'єра
У дорослому футболі дебютував 1909 року виступами за команду «Етуаль де Де Ляк», кольори якої захищав до 1914 року. 

## Виступи за збірну
1910 року дебютував в офіційних матчах у складі національної збірної Франції. Загалом протягом наступних п'яти років провів у її формі 6 матчів.
Помер 15 травня 1978 року на 92-му році життя у Бланжі-сюр-Брель.
| Дата       | Місто      | Господарі  | Результат | Гості     | Турнір           | Голи | Примітки |
| ---------- | ---------- | ---------- | --------- | --------- | ---------------- | ---- | -------- |
| 03/04/1910 | Жантії     | Франція    | 0 – 4     | Бельгія   | товариський матч | -    |          |
| 16/04/1910 | Брайтон    | Англія     | 10 – 1    | Франція   | товариський матч | -    |          |
| 15/05/1910 | Мілан      | Італія     | 6 – 2     | Франція   | товариський матч | -    |          |
| 29/10/1911 | Люксембург | Люксембург | 1 – 4     | Франція   | товариський матч | -    |          |
| 18/02/1912 | Париж      | Франція    | 4 – 1     | Швейцарія | товариський матч | -    |          |
| 08/02/1914 | Люксембург | Люксембург | 5 – 4     | Франція   | товариський матч | -    |          |
| Усього     |            | Матчів     | 6         |           | Голів            | 0    |          |